# Бобровка (Первомайский район)
Бобро́вка — село в Первомайском районе Алтайского края, административный центр муниципального образования Бобровский сельсовет.

## География
Село находится в северо-восточной части Алтайского края на территории Бийско-Чумышской агроклиматической зоны. Село 0152426 расположено на правом берегу реки Обь в 20 км к юго-востоку от Барнаула. Через него протекает река Бобровка, приток Оби.
Уличная сеть
В селе 5 микрорайонов, 47 улиц и 9 переулков.
Расстояние до:
- областного центра Барнаул 36 км.
- районного центра Новоалтайск 32 км[5].

Ближайшие населённые пункты:
Лесной 9 км, Рассказиха 11 км, Конюхи 11 км, Сосновка 11 км, Бельмесево 12 км, Плодопитомник 13 км, Южный 14 км, Фирсово 16 км, Лебяжье 16 км, Шадрино 18 км.

## Население
| 1997  | 1998  | 1999  | 2000  | 2001  | 2002  |
| ----- | ----- | ----- | ----- | ----- | ----- |
| 2667  | ↘2657 | ↗2701 | ↘2655 | ↗2669 | ↗2726 |
| 2003  | 2004  | 2005  | 2006  | 2007  | 2008  |
| ↗2751 | ↗2807 | ↗2825 | ↗3063 | ↗3064 | ↗3107 |
| 2009  | 2010  | 2011  | 2012  | 2013  | 2021  |
| ↘2914 | ↗3079 | ↘3078 | ↗3213 | ↗3251 | ↗3587 |

## История
Самые ранние косвенные свидетельства основания села относятся к 1713 году. 1745 год — дата, подтверждающая документально, что данный населённый пункт существовал, и в нём проживало несколько семей. Источник датировки: ГААК, ф.1, о.1, д.620, л.226. Название села — ойконим, является переносом с названия реки Бобровка. В списке населённых мест за 1882 год значится деревня Бобровская, а в списках 1893 и 1911 — село Бобровское Барнаульского уезда.
Существует версия о точной дате возникновении села: 12 марта 1713 года, в которой называется имя подавшего прошение о поселении в Канцелярию Колывано-Воскресенский завода — Яков Лубягин. Он сообщал, что его дети и брат Лазарь «написаны в оной деревне, где еще дед, отец их заселились, да и они поныне жительство имеют, назад тому с лишним шестьдесят лет».
Согласно «Списку населённых мест Томской губернии» за 1911 год, в селе 261 двор, 907 жителей мужского пола и 918 женского. В селе вела торговлю казённая винная лавка, 1 мануфактурная лавка и 4 мелочных, была деревянная церковь, возведенная к 1907 году, но она не сохранилась, так как сгорела. Школы первое время не было, и в сторожке при церкви священник обучал детей грамоте и счету. Позже была построена церковно-приходская школа. В 1862 году открылась новая церковь Св. Первоверховных Апостолов Петра и Павла, которая объединяла села Бобровку, Рассказиху, Большие и Малые Казармы, и относилась к Бобровскому приходу.
По переписи 1926 года село Бобровка Барнаульского округа имела: мужчин — 920, женщин — 1001. Число хозяйств — 435. Лавка — 1. Школа — 1.

## Инфраструктура
В селе работает Бобровский лесокомбинат ЛХК «Алтайлес», имеющий свою собственную хоккейную команду. В наличии развитая торговая сеть, есть предприятия ЖКХ, отделения Сбербанка, культурные и досуговые центры, кинотеатры, Бобровская поселенческая библиотека, Бобровская детская школа искусств, средняя общеобразовательная школа, детский сад «Теремок», детские и подростковые клубы, МБУ «Бобровский КДЦ».
В село пришла газификация, там возводится газопровод протяжённостью 25 километров в рамках федеральной целевой программы «Устойчивое развитие сельских территорий на 2014—2017 годы и на период до 2020 года» и государственной программы «Обеспечение населения Алтайского края жилищно-коммунальными услугами на 2014—2020 годы».

## Транспорт
В период летней навигации между Барнаулом и Бобровкой курсируют пассажирские суда Барнаульского речного порта, ходит городской общественный транспорт: автобусы и маршрутные такси. Ближайшая железнодорожная станция — Алтайская — находится в 23 км от села.

## Достопримечательности
Памятник археологии федерального значения: многослойное поселение «Бобровка-1», VII—VI вв. до н. э. — северо-восточная окраина села Бобровка.